# Sean Baker (filmski ustvarjalec)
Sean Baker, ameriški filmski režiser, snemalec, producent, scenarist, montažer, igralec in ustvarjalec filmov, * 26. februar 1971, Summit, New Jersey, ZDA. Najbolj znan je po neodvisnih celovečernih filmih Starlet, Tangerine in The Florida Project, pa tudi po sodelovanju v lutkovnem sitkomu Fox / IFC Greg the Bunny in njegovih delih.
Baker je na univerzi v New Yorku diplomiral iz filmske umetnosti. Svojo kariero je začel leta 2000, ko je kot stranska vloga nastopil v filmu Britannic. Leta 2008 mu je mednarodni filmski festival Entrevues v Belfortu podelil nagrado občinstva za celovečerni film Prince of Broadway. Dobil je tudi nagrado žirije na ameriškem filmskem festivalu Deauville 2015 za mandarine, filmu, ki je bil prav tako predstavljen na filmskem festivalu Sundance 2015.
Junija 2018 je Bakerja Akademija za filmsko umetnost in znanost povabila, da postane eden izmed porotnikov, ki glasujejo za podelitev oskarjev za najboljšo režijo, najboljši originalni scenarij in najboljši neoriginalni scenarij.